# Tradescantia gypsophila
Tradescantia gypsophila är en himmelsblomsväxtart som beskrevs av Billie Lee Turner. Tradescantia gypsophila ingår i släktet båtblommor, och familjen himmelsblomsväxter. Inga underarter finns listade.